# Tropidophis battersbyi
Espèce
Statut CITES
Tropidophis battersbyi est une espèce de serpents de la famille des Tropidophiidae.

## Répartition
Cette espèce est endémique d'Équateur.

## Description
C'est un serpent vivipare.

## Étymologie
Cette espèce est nommée en l'honneur de James Clarence Battersby.

## Publication originale
- Laurent, 1949 : Note sur quelques reptiles appartenant à la collection de l'Institut Royal des Sciences Naturelles de Belgique. III. Formes americaines. Bulletin de l'Institut royal des Sciences naturelles de Belgique, vol. 25, n. 9, p. 1-20.